# Рибейран (Пернамбуку)
Рибейран (порт. Ribeirão) — муниципалитет в Бразилии, входит в штат Пернамбуку. Составная часть мезорегиона Мата-Пернамбукана. Входит в экономико-статистический микрорегион Мата-Меридиунал-Пернамбукана. Население составляет 41 717 человек на 2005 год. Занимает площадь 287,99 км². Плотность населения — 143,64 чел./км².
Праздник города — 11 сентября.

## История
Город основан в 1928 году.

## Статистика
- Валовой внутренний продукт на 2002 год составляет 131 398 000 реалов (данные: Бразильский институт географии и статистики).
- Индекс развития человеческого потенциала на 2000 год составляет 0,658 (данные: Программа развития ООН).

## География
Климат местности: тропический гумидный.